# Murricia crinifera
Murricia crinifera är en spindelart som beskrevs av Baehr 1993. Murricia crinifera ingår i släktet Murricia och familjen Hersiliidae.
Artens utbredningsområde är Sri Lanka. Inga underarter finns listade i Catalogue of Life.